# Paranhos (Mato Grosso do Sul)
Paranhos, amtlich Município de Paranhos, ist eine Stadt im brasilianischen Bundesstaat Mato Grosso do Sul in der Mesoregion Süd-West in der Mikroregion Iguatemi.

## Geografie

### Lage
Die Stadt liegt 469 km von der Hauptstadt des Bundesstaates (Campo Grande) und 1725 km von der Landeshauptstadt (Brasília) entfernt. Die Stadt grenzt an Tacuru, Sete Quedas, Amambai, Coronel Sapucaia und Ypehú (direkte Nachbarstadt in Paraguay).

### Gewässer
Die Stadt steht unter dem Einfluss des Rio Paraná, der zum Flusssystem des Río de la Plata gehört.

### Vegetation
Das Gebiet ist ein Teil der Cerrados (Savanne Zentralbrasiliens).

### Klima
In der Stadt herrscht subtropisches Klimas (CFA). Die durchschnittliche Temperatur des kältesten Monat liegt zwischen 14 °C und 15 °C. Die Jahresniederschlagsmenge variiert von 1400 bis 1700 mm.

## Verkehr
Die Landesstraße MS-141 endet in der Stadt.